# Franz Jaeger
Pour les articles homonymes, voir De Jager ou De Jaeger et Jaeger.
Franz Jaeger, né le 4 décembre 1941 à Saint-Gall, est un économiste et une personnalité politique suisse membre de l'Alliance des Indépendants.

## Biographie
Professeur d'économie à l'université de Saint-Gall, il est de 1989 à 2007 directeur du Forschungsinstitutes für Empirische Ökonomie und Wirtschaftspolitik et, depuis 2008, directeur académique de l'Executive School of Management, Technology and Law de cette même université.
Sur le plan politique, il est élu au Conseil national comme représentant du canton de Saint-Gall de 1971 à 1995. À ce poste, il est en particulier président de la commission des finances de 1990 à 1991 puis, de 1991 à 1995, membre de la commission de l'économie.